# Triclema subnitens
Triclema subnitens är en fjärilsart som beskrevs av Bethune-Baker 1903. Triclema subnitens ingår i släktet Triclema och familjen juvelvingar. Inga underarter finns listade i Catalogue of Life.